# Бандза
Бандза (груз. ბანძა) — село в Грузії.
За даними перепису населення 2014 року в селі проживає 1099 особи.